# Zetorchestes micronychus
Zetorchestes micronychus är en kvalsterart som först beskrevs av Berlese 1883.  Zetorchestes micronychus ingår i släktet Zetorchestes och familjen Zetorchestidae.

## Underarter
Arten delas in i följande underarter:
- Z. m. micronychus
- Z. m. unicorniculatus